# Liste der Windmühlen in Deutschland
Die Liste der Windmühlen in Deutschland gibt einen Überblick über Windmühlen in Deutschland, geordnet nach Ländern. Zum Teil existieren eigene Landeslisten, die hier verlinkt sind.

## Baden-Württemberg
Link zu einem Kartenansichtstool, um Koordinaten zu setzen.
| Bild                              | Mühle          | Lage                                | Typ                     | Erbaut | Bemerkungen |
| --------------------------------- | -------------- | ----------------------------------- | ----------------------- | ------ | --- |
| weitere Bilder \| Fotos hochladen | Altweibermühle | Cleebronn (49° 2′ 8″ N, 9° 3′ 4″ O) | Sockelgeschossholländer |        | Optischer Eindruck ähnelt einem Sockelgeschossholländer; Nicht funktionsfähiges Windmühlenmodell ohne echtes Vorbild im Erlebnispark Tripsdrill |

## Bayern
Link zu einem Kartenansichtstool, um Koordinaten zu setzen.
| Bild            | Mühle              | Lage                                                             | Typ                     | Erbaut | Bemerkungen                                     |
| --------------- | ------------------ | ---------------------------------------------------------------- | ----------------------- | ------ | ----------------------------------------------- |
| Fotos hochladen |                    | München, Deutsches Museum (48° 7′ 44″ N, 11° 34′ 53″ O)          | Sockelgeschossholländer | 1960   | Hierher aus Wiesedermeer, Ostfriesland verlegt. |
| Fotos hochladen | Windmühle Steinach | Steinach (Niederbayern), Kellerberg (48° 57′ 9″ N, 12° 36′ 2″ O) | Turmholländer           | 1850   | Ruine                                           |

## Bremen
Link zu einem Kartenansichtstool, um Koordinaten zu setzen.
| Bild                              | Mühle                                        | Lage                                                                                | Typ              | Erbaut    | Bemerkungen |
| --------------------------------- | -------------------------------------------- | ----------------------------------------------------------------------------------- | ---------------- | --------- | --- |
| weitere Bilder \| Fotos hochladen | Herdentorswallmühle (Mühle Am Wall) Wikidata | Bremen-Mitte, Am Wall (53° 4′ 48″ N, 8° 48′ 25″ O)                                  | Galerieholländer | 1898      | Nutzung als Restaurant. Station 41 der Niedersächsischen Mühlenstraße; denkmalgeschützt                                                                                  |
| weitere Bilder \| Fotos hochladen | Horner Mühle Wikidata                        | Bremen Horn-Lehe (53° 6′ 5″ N, 8° 52′ 40″ O)                                        | Galerieholländer | 1849      | Korrekte Bezeichnung eigentlich Leher Mühle. Station 42 der Niedersächsischen Mühlenstraße, denkmalgeschützt                                                             |
| Fotos hochladen                   | Oberneulander Mühle Wikidata                 | Bremen Oberneuland (53° 5′ 11″ N, 8° 56′ 10″ O)                                     | Galerieholländer | 1848      | Seit 1970 Außenstelle des Bremer Focke-Museums. Beherbergt die ständige Ausstellung „Vom Korn zum Brot“. Station 43 der Niedersächsischen Mühlenstraße, denkmalgeschützt |
| weitere Bilder \| Fotos hochladen | Arberger Mühle Wikidata                      | Bremen-Arbergen (53° 2′ 17″ N, 8° 55′ 22″ O)                                        | Galerieholländer | 1803      | Älteste erhaltene Windmühle im Stadtgebiet von Bremen. Station 44 der Niedersächsischen Mühlenstraße, denkmalgeschützt                                                   |
| weitere Bilder \| Fotos hochladen | Rekumer Mühle Wikidata                       | Bremen-Rekum (53° 13′ 20″ N, 8° 30′ 48″ O)                                          | Wallholländer    | 1870–1871 | Durchfahrt-Holländer, denkmalgeschützt |
| Fotos hochladen                   | Hemelinger Mühle                             | Bremen-Hemelingen, nahe beim heutigen Hemelinger Tunnel (53° 3′ 26″ N, 8° 53′ 4″ O) | Galerieholländer | um 1840   | wurde am 18. September 1961 gesprengt. |
| weitere Bilder \| Fotos hochladen | Mühle im Speckenbütteler Park                | Bremerhaven-Speckenbüttel (53° 35′ 14″ N, 8° 34′ 49″ O)                             | Bockwindmühle    |           | Nachbau der Wehdener Mühle (18. Jahrhundert) im Speckenbütteler Park. Station 22 der Niedersächsischen Mühlenstraße                                                      |

## Hamburg
Link zu einem Kartenansichtstool, um Koordinaten zu setzen.
| Bild                              | Mühle                                | Lage                                                             | Typ                | Erbaut     | Bemerkungen |
| --------------------------------- | ------------------------------------ | ---------------------------------------------------------------- | ------------------ | ---------- | --- |
| Fotos hochladen                   | Borghorster Mühle/Altengammer Mühle  | Altengamme, Altengammer Elbdeich (53° 25′ 55″ N, 10° 17′ 47″ O)  | Galerieholländer   | 1876       | Bis 1927 als Windmühle, später elektrisch. Ohne Flügel. Mit Anbauten der Jahre 1884, 1938, 1939 seit 2010 unter Denkmalschutz. Anbauten zu Wohnungen umgebaut. denkmalgeschützt |
| weitere Bilder \| Fotos hochladen | „Glück Zu“ Wikidata                  | Bergedorf, Chrysanderstraße 52 a (53° 29′ 36″ N, 10° 12′ 55″ O)  | Galerieholländer   | 1831       | Zunächst Lohmühle, dann seit 1865 bis 1968 als Kornmühle in Betrieb. Seit 1942 unter Denkmalschutz. Technik als begehbares Denkmal erhalten.                                    |
| weitere Bilder \| Fotos hochladen | „Riekmoehl“                          | Curslack, Curslacker Deich 284 (53° 27′ 34″ N, 10° 12′ 53″ O)    | Kokerwindmühle     | um 1780    | Entwässerungsmühle. Ursprünglich aus Ochsenwerder. 1954 hierher versetzt. Teil des Vierländer Freilichtmuseums Rieck Haus. denkmalgeschützt                                     |
| weitere Bilder \| Fotos hochladen | Riepenburger Mühle „Boreas“ Wikidata | Kirchwerder (53° 24′ 29″ N, 10° 12′ 30″ O)                       | Galerieholländer   | 1828       | Größte und älteste Windmühle in Hamburg. Seit 1939 mit Müllerhaus unter Denkmalschutz. In Betrieb. Nutzung mit Ölmühle, Laden und Café. denkmalgeschützt                        |
| weitere Bilder \| Fotos hochladen | Hasselwerder Mühle                   | Neuenfelde, Hasselwerder Straße 40 (53° 31′ 9″ N, 9° 49′ 24″ O)  | Galerieholländer   | 1869       | 1929 Umbau und Aufstockung zur elektrischen Mühle. Seit 1992 unter Denkmalschutz. Nachfolgend Umbau zum Wohnhaus.                                                               |
| weitere Bilder \| Fotos hochladen | Osdorfer Mühle Wikidata              | Osdorf (53° 34′ 21″ N, 9° 51′ 19″ O)                             | Galerieholländer   | 1888       | Umgebaut zum Restaurant. Unter Denkmalschutz. |
| weitere Bilder \| Fotos hochladen | Reitbrooker Mühle Wikidata           | Reitbrook (53° 28′ 2″ N, 10° 10′ 19″ O)                          | Galerieholländer   | 1870       | Windantrieb aufgegeben. Seit 1942 unter Denkmalschutz. Originale Flügel. Nutzung als Handelsbetrieb. Elektrischer Mahlbetrieb. denkmalgeschützt                                 |
| weitere Bilder \| Fotos hochladen |                                      | Schnelsen, Holsteiner Chaussee 321 (53° 38′ 21″ N, 9° 54′ 37″ O) | Holländerwindmühle | 1888; 1914 | Seit 1889 auch Dampfmühle. Ohne Flügel. Unter Denkmalschutz. |
| weitere Bilder \| Fotos hochladen | Windmühle „Johanna“ Wikidata         | Wilhelmsburg (53° 29′ 59″ N, 10° 1′ 24″ O)                       | Galerieholländer   | 1875       | Seit 1941 mit Müllerhaus unter Denkmalschutz. 1997–1998 und ergänzend 2000 restauriert. Betriebsfähig. Museum, Veranstaltungen und Mühlencafé.                                  |

## Hessen
Link zu einem Kartenansichtstool, um Koordinaten zu setzen.
| Bild                              | Mühle                                      | Lage                                              | Typ              | Erbaut    | Bemerkungen |
| --------------------------------- | ------------------------------------------ | ------------------------------------------------- | ---------------- | --------- | --- |
| weitere Bilder \| Fotos hochladen | Windmühlenturm an der Langen Wand Wikidata | Bad Nauheim (50° 21′ 30″ N, 8° 45′ 0″ O)          | Turmholländer    | 1745      | Unter Jacob Sigismund Waitz von Eschen erbaute Windkunst mit Hebepumpwerk zur Förderung von Sole auf die benachbarten Gradierbauten. Das Pumpwerk war zusätzlich mittels eines 886 Meter langen Feldgestänges an ein Kunstrad an der Wetter (Schwalheimer Rad) angekuppelt. 1824 durch Orkan beschädigt. Ein Förderverein plant die funktionsfähige Wiederherstellung des Windmühlenturms mit Windmühlenflügeln und Pumpwerk. |
| weitere Bilder \| Fotos hochladen | Waitzscher Turm Wikidata                   | Bad Nauheim (50° 22′ 4″ N, 8° 44′ 31″ O)          | Turmholländer    | 1742–1747 | Ebenfalls unter Jacob Sigismund Waitz von Eschen (→ Name) erbaute Windkunst mit Hebepumpwerk zur Förderung von Sole auf die benachbarten Gradierbauten. 1824 durch Orkan beschädigt. |
| weitere Bilder \| Fotos hochladen | Grüninger Warte Wikidata                   | Grüningen, Pohlheim (50° 30′ 39″ N, 8° 43′ 10″ O) | Turmholländer    | 1713      | Auf einem bereits 1476 erwähnten Wartturm erbaute Mühle und erste Holländermühle in Hessen, 1794 aufgegeben, Ruine 1963 zum Aussichtsturm hergerichtet. |
| weitere Bilder \| Fotos hochladen | Windmühle aus Borsfleth Wikidata           | Neu-Anspach (50° 16′ 45″ N, 8° 31′ 26″ O)         | Galerieholländer | 1822      | In Borsfleth erbaut und in den Hessenpark versetzt. |
| weitere Bilder \| Fotos hochladen | Bockwindmühle von der Papenhorst Wikidata  | Neu-Anspach (50° 16′ 37″ N, 8° 31′ 16″ O)         | Bockwindmühle    | 1869      | In Edemissen-Papenhorst erbaut und in den Hessenpark versetzt. |

## Rheinland-Pfalz
Link zu einem Kartenansichtstool, um Koordinaten zu setzen.
| Bild            | Mühle             | Lage                                                                           | Typ                    | Erbaut                                          | Bemerkungen |
| --------------- | ----------------- | ------------------------------------------------------------------------------ | ---------------------- | ----------------------------------------------- | --- |
| Fotos hochladen | St. Thomasmühle   | Andernach, Breite Straße, Ecke St. Thomaser Hohl (50° 25′ 56″ N, 7° 24′ 28″ O) | Turmwindmühle          | Wachtturm 14. Jahrhundert; Umbau zur Mühle 1816 | Stillgelegter Wasserturm (Umbau 1912) |
| Fotos hochladen | Windrad Singhofen | Singhofen, Steinstraße 40 (50° 16′ 5″ N, 7° 50′ 14″ O)                         | Amerikanisches Windrad | 1907                                            | 27 Flügel, Durchmesser 8,5 m. Trieb eine Saug- und Druckpumpe, die bis in die 1980er Jahre Wasser zu einer Zisterne am Nordrand des Ortes förderte, von der es durch natürliches Gefälle zu den Haushalten floss. Industriedenkmal. |

## Saarland
Im Saarland sind keine historischen Windmühlen erhalten.